# Schaschubai
Schaschubai (kasachisch Шашубай) ist eine Siedlung im Gebiet Qaraghandy in Kasachstan.
Der Ort mit 2148 Einwohnern liegt am Nordufer des Balchaschsees in 7 km Entfernung von der Stadt Balqasch und ist deren Verwaltung unterstellt.
Postleitzahl: 100316.
Telefonvorwahl: +7 31038.